# 768
| 768                |
| ------------------ |
| Dødsfald - Fødsler |
|                    |

| Gregoriansk kalender | 768 DCCLXVIII           |
| Ab urbe condita      | 1521                    |
| Armensk kalender     | 217 ԹՎ ՄԺԷ              |
| Kinesiske kalender   | 3464 – 3465 丁未 – 戊申 |
| Etiopisk kalender    | 760 – 761               |
| Jødisk kalender      | 4528 – 4529             |
| Hindukalendere       |                         |
| - Vikram Samvat      | 823 – 824               |
| - Shaka Samvat       | 690 – 691               |
| - Kali Yuga          | 3869 – 3870             |
| Iransk kalender      | 146 – 147               |
| Islamisk kalender    | 151 – 152               |

Se også 768 (tal)

## Begivenheder
- 7. august – Stefan 3. bliver pave efter Paul 1.
- 24. september - efter Pippin den yngres død deles Frankerriget mellem sønnerne Karloman og Karl. Karl overtager snart magten over hele området under navnet Karl den Store
- 9. oktober - Karloman 1. og Karl den Store krones til konge over frankerne

## Dødsfald
- 2. juni – Waifar, franker hertug af Aquitanien.
- 24. september – Pipin den Lille, frankisk konge fra 751 til sin død (født ca. 714).

| År | Spire Denne artikel om et år, årti, århundrede eller årtusinde er en spire som bør udbygges. Du er velkommen til at hjælpe Wikipedia ved at udvide den. |